# الدرمستون (باركشير)
الدرمستون (بالإنجليزية: Aldermaston)‏ هي قرية وأبرشية مدنية تقع في المملكة المتحدة في إنجلترا. يقدر عدد سكانها بـ 1,015 نسمة ومساحتها 13.4 كم2 .

## أعلام
- سيدني إيفانز